# Pierluigi Giunti

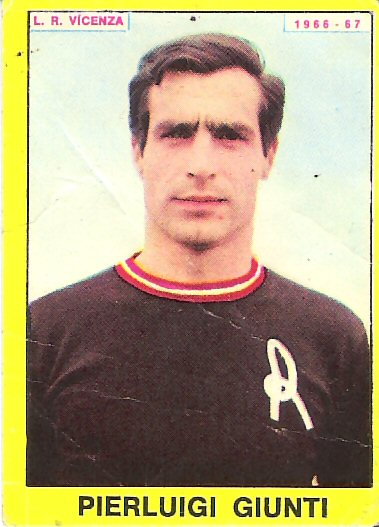
Pierluigi Giunti nel 1966 nel L.R. Vicenza

Pierluigi Giunti (San Giuliano Terme, 31 dicembre 1938) è un ex calciatore italiano, di ruolo portiere.

## Carriera
Giocò in Serie A con il Vicenza.

## Palmarès

### Club

#### Competizioni nazionali
- Serie D: 1

Rapallo Ruentes: 1964-1965